# Extreme Sports Channel
Extreme Sports Channel este un canal TV dedicat sporturilor extreme gen snowboard, mountainbike, BMX. Acest canal a fost lansat în România în anul 2004 de Chellomedia (acum AMC Networks International). În România, Extreme Sports Channel se recepționează în rețelele Vodafone, Orange și INES.